# CQFD…utronc
Albums de Jacques Dutronc
C'est pas du bronze
(1980) Jacques Dutronc au Casino
(1992)
CQFD…utronc est un album de Jacques Dutronc sorti en 1987.
L'album est sorti sous 4 pochettes différentes :
- une pochette blanche avec un cadre représentant un homme (pochette également utilisée pour le 45 tours Qui se soucie de nous ?) ;
- une pochette avec un panneau stop dont les 4 lettres sont remplacées par « CQFD » ;
- une pochette noire avec une photo de l'artiste et les 4 lettres « CQFD » à chaque coin de la pochette ;
- une pochette jaune, dite « pochette Zorro », avec l'artiste représenté avec un chapeau et un bandeau sur les yeux.

Trois ans après le tube Merde in France, né d'une proposition de Dutronc à sa maison de disques, à qui il devait un album et un projet de réalisation de film avorté - Les pointus - Jacques Dutronc revient avec cet album dont il signe presque tous les textes et comme d'habitude, toutes les musiques (sauf Opium, reprise d'une vieille chanson). L'album comprend une chanson en corse, Corsica écrite par Jean-François Bernardini d'I Muvrini, un titre cosigné avec Étienne Daho, Qui se soucie de nous, et Les Gars de la narine, enregistré avec l'Orchestre de la Marine de Toulon. Parmi les musiciens du disque on trouve le guitariste Earl Slick, le bassiste des Stranglers Jean-Jacques Burnel, le batteur Christophe Deschamps et Philippe Eidel.
CQFD…utronc est disque d'or, selon InfoDisc[réf. nécessaire].

## Liste des chansons
| No | Titre                         | Durée |
| -- | ----------------------------- | ----- |
| 1. | Les Gars de la narine         |       |
| 2. | Europe n'roll                 |       |
| 3. | À nous deux (CQFD)            |       |
| 4. | Corsica                       |       |
| 5. | Qui se soucie de nous         |       |
| 6. | Beau Blaireau                 |       |
| 7. | Strip-tease                   |       |
| 8. | Opium (avec Bambou)           |       |
| 9. | Sainte-Suzanne (instrumental) |       |